# Мері Сомерсет
Мері Сомерсет, до шлюбу Кейпелл, у шлюбі Сеймур, герцогиня Бофорт (англ. Mary Somerset; 16 грудня 1630, Літл Гедем, графство Гартфордшир, Східна Англія — 7 січня 1715, Челсі) — англійська ботанік і садівниця. Зібрала велику колекцію екзотичних видів рослин із різних країн світу.

## Біографія
Мері Кейпелл народилася близько 16 грудня 1630 року (дата її хрещення) у селі Літл Гедем, Східна Англія, старшою дочкою Артура Кейпелла, 1-го барона Кейпелла, та Елізабет Моррісон.

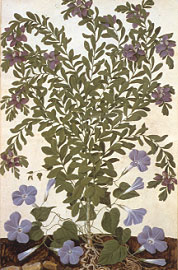
Ілюстрація Едварда Кіка з альбому «Florilegium»

У 1648 році одружилася з Генрі Сеймуром, лордом Бошес. У шлюбі народила двох дітей, в 1654 році чоловік помер. У 1657 році одружилася з Генрі Сомерсетом, майбутнім 1-м герцогом Бофортом. Народила дев'ятеро дітей: п'ятеро синів і чотири доньки.

## Ботанічна діяльність
Близько 1660 року Генрі Сомерсет успадкував фамільне помістя Бадмінтон. Проживаючи у цьому маєтку, Мері Кейпелл почала займатися садівництвом і до 1678 року створила кілька теплиць з екзотичними рослинами.
Починаючи з 1699 року, в маєтку часто гостював британський ботанік Вільям Шерард, найнятий в якості вчителя для онука Кейпелл. За час свого перебування в Бадмінтоні він поповнив її колекцію 1500 новими видами рослин, вважаючи Бадмінтон ідеальним місцем для культивування екзотичних видів, раніше невідомих в Британії.
Після смерті чоловіка в 1700 році Кейпелл повністю присвятила себе садівництву, замовляючи рослини з різних регіонів світу, зокрема, з Китаю, Японії, Індії, Шрі-Ланки, Південної Африки та Вест-Індії.

### Унікальна колекція рослин та гербарій
Колекція Мері Сомерсет привертала увагу багатьох провідних ботаніків того часу, і вони підтримували з нею листування, допомагаючи в ідентифікації видів. З кінця XVII століття герцогиня вела докладний алфавітний каталог рослин, де наводилися також відомості про їхнє поширення та умови вирощування.
Головною спадщиною Мері Сомерсет став 20-томний альбом-гербарій із засушеними зразками рослин, який вона заповіла у спадок натуралісту Генрі Слоану і котрий згодом був переданий до лондонського Музей природознавства.
Крім того, за особистим дорученням герцогині, художники Евергард Кік і Деніел Френк зробили серію зображень найцікавіших рослин з її колекції, й ці малюнки увійшли до двотомника «Florilegium».
Мері Сомерсет померла 7 січня 1715 року в маєтку Бофорт-Хаус у Челсі.

## Пам'ять
На честь Мері Сомерсет, герцогині Бофорт, було названо рід рослин Beaufortia.